# Dendrocnide basirotunda
Dendrocnide basirotunda là loài thực vật có hoa trong họ Tầm ma. Loài này được (C.Y.Wu) Chew mô tả khoa học đầu tiên năm 1969.